# Lucas Lehmann
Lucas Lehmann (* 28. April 1989) ist ein deutscher Florettfechter und deutscher Meister.

## Leben
Lucas Lehmann begann seine sportliche Laufbahn beim Dresdner FC in Sachsen. Zum 31. Juli 2005 wechselte er an den baden-württembergischen Olympiastützpunkt beim Fecht-Club Tauberbischofsheim.

## Sportliche Erfolge
Lehmann konnte bei den Deutschen Fechtmeisterschaften 2011 in Offenbach am Main die Goldmedaille mit der Florett-Mannschaft des Fecht-Clubs Tauberbischofsheim erringen. Bei den Deutschen Fechtmeisterschaften 2016 in Tauberbischofsheim erreichte er mit der Mannschaft die Bronzemedaille.
Lehmann war von 2009 bis 2010 Mitglied des B-Kaders, das heißt des höchsten deutschen Bundeskaders der Florettfechter.